# Louis Skorecki
Louis Skorecki (campo de internamiento francés de Gurs, 10 de marzo de 1943) es un crítico de cine, cineasta y escritor francés. También escribió bajo el seudónimo de Jean-Louis Noames.
Comenzó a escribir en Cahiers du cinéma en la década de 1960 cuando partió hacia Estados Unidos con su amigo Serge Daney para realizar entrevistas con grandes directores estadounidenses como Raoul Walsh o Leo McCarey. A principios de la década de 1980, se unió a Serge Daney en Liberation para escribir las páginas de la película allí. Escribe numerosos artículos, en particular sobre Jacques Tourneur. En la década de los noventa se interesa por la televisión y se distingue por una breve crónica en la que critica casualmente las películas de cine que se proyectan en televisión. Dejó el diario en 2007 tras la llegada de Laurent Joffrin a la dirección del diario.
En el cine, ha realizado películas destinadas a un público restringido, entre las que destaca la serie Les Cinéphiles.
Recibió el Premio Sade por su novela Entraría en leyenda.

## Biografía
Es un amigo de liceo de Serge Daney con que ha trabajado en lo sucesivo a los Cuadernos del cine y a Liberación.
En 1962, crea con Serge Daney la revista Caras del cine. Solos dos números han sido publicados. El premier está volcado en Howard Hawks y el segundo a Otto Preminger.
Ha escrito a los Cuadernos del cine en los años 1960 bajo el seudónimo de Jean-Louis Noames.
En 1978, publica en los Cuadernos un panfleto célebre titulado «Contra la noticia cinéphilie».
Escribe en Liberación a marchar de 1983.
Desde 1996, escribió una columna titulada " La película »Dedicado a las películas que se muestran en televisión con un estilo muy personal y provocador. En la revista Technikart, Léonard Haddad describe a Louis Skorecki como "ciné-critique le plus incorrect de France". En la misma revista, Nicolas Santolaria califica su estilo como "un style merveilleux de musicalité où se côtoient la hache et le scalpel, le swing et l’uppercut". Incluso Eric Rohmer elogió su trabajo. En una entrevista con Cahiers du Cinéma en 1998, explica: "C'est un esprit très paradoxal, plein d'humour, et ce qu'il écrit actuellement est vraiment très bien. Il fait à sa manière une sorte de révision générale de l'histoire du cinéma, qui est évidemment très contestable mais très réjouissante". "C'est un esprit très paradoxal, plein d'humour, et ce qu'il écrit actuellement est vraiment très bien. Il fait à sa manière une sorte de révision générale de l'histoire du cinéma, qui est évidemment très contestable mais très réjouissante." Sus crónicas fueron publicadas en la PUF en 2000 en un libro titulado Les Violons ont toujours raison.
Tras la publicación en 2002 de su novela Il entraría en leyenda, su editor, Leo Scheer, fue condenado por el tribunal de Carpentras a una multa de 7.500 euros por considerar que la novela contiene un "message à caractère violent ou pornographique […] susceptible d’être vu par un mineur". Esta convicción dio lugar a un debate público sobre la introducción de un " excepción literaria A la ley en cuestión. Se propuso una petición en Le Monde du4 avril 20034 de abril de 2003 modificar la ley.
Después de haber trabajado durante 25 años a Liberación, decide de abandonar el periódico en 2007, en el momento en que Laurent Joffrin lo reorganiza. Poco antes su salida, le pide a Raphaël Girault que filmara la reorganización del diario para hacer una película que resultará Skorecki déménage. Es despedido.
Luego fundó una productora, Las películas de segunda mano.
Produjo la película de Nathanaelle Viaux La Pimbêche à Vélo (2012). De 7 a17 août 201217 de agosto de 2012 , filma la secuela de los movimientos de Skorecki titulada Skorecki Becomes Producer. Skorecki Becomes Producer se llevó a cabo con Marie Anne Guerin en el papel de Marie. La película se proyectó dos veces en los Encuentros Europeos de Brive en abril de 2014.
En junio de 2012, integró el comité de redacción del mensual So Película y mantiene una crónica con Luc Moullet titulada «Moullet vs Skorecki».

## Tomadas de posición
Defiende una concepción profanada del cine:   
En 2005, también defiende al cineasta francés Jean-Claude Brisseau, condenado por acoso sexual a las actrices que trabajaron con él. Louis Skorecki defiende en el diario Liberation que "el rodaje de películas como santuario artístico" Debería estar por encima de la ley y la justicia: "On n'aurait jamais dû juger Brisseau".

## Filmografía

### Realizador
- 1966 : Les Pieds dans les nuages (et la tête dans la lune) (court métrage)
- 1974 : Eugénie de Franval
- 1975 : Lettre de N. (court métrage, perdu)
- 1982 : L'Escalier de la haine (moyen métrage)
- 1982 : Sans titre (court métrage, inachevé)
- 1984 : Contre la nouvelle cinéphilie
- 1984 : Une histoire sentimentale (moyen métrage)
- 1988 : Les Cinéphiles : Le Retour de Jean
- 1988 : Les Cinéphiles 2 : Éric a disparu (moyen métrage)
- 1988 : LN/2/3 (court métrage)
- 2006 : Les Cinéphiles 3 : Les Ruses de Frédéric (moyen métrage)
- 2007 : Le Retour des cinéphiles (moyen métrage)
- 2009 : Skorecki déménage (co-réalisé avec Raphaël Girault)
- 2013 : Skorecki devient producteur
- 2015 : Le Juif de Lascaux (moyen métrage)

### Productor
- 2009 : Skorecki déménage, de Louis Skorecki y Raphaël Girault
- 2013 : La Pimbêche a bicicleta, de Nathanaëlle Viaux

### Obras
- Los violines han siempre razón : Crónicos cinematográficos, 1998-1999, Prensas universitarias de Francia, 2000
- Raoul Walsh y mí seguido de Contra la noticia cinéphilie, Prensas universitarias de Francia, 2001
- Entraría en la leyenda, ediciones Léo Scheer, 2002, Premios Sade.
- Diálogos con Daney y otros textos, escrito con Brigitte Ollier, Prensas universitarias de Francia, 2007
- Sobre la televisión, ediciones Capricci, colección cine, 2011
- De donde vienes- Dylan ?, ediciones Capricci, 2012

### Artículos periódicos
- Jean-Louis Noames, "Entrevista con Samuel Fuller " (1.ª ), Presencia del cine n° 19, diciembre 1963-enero 1964
- Jean-Louis Noames, "Entrevista con Samuel Fuller" (#2.º ), Presencia del cine n° 20, #marzo abril 1964
- Jean-Louis Noames, « Fuller », Cuadernos del cine n° 153, marzo 1964
- Jean-Louis Noames, « Entre dos planes, conversación con William Clothier », Cuadernos del cine n° 154, abril 1964
- Jean-Louis Noames, « Entrevista con Raoul Walsh », Cuadernos del cine n° 154, abril 1964
- Jean-Louis Noames, « Tres Tourneur », Cuadernos del cine n° 155, mayo 1964
- Jean-Louis Noames, « Jean Renoir », Cuadernos del cine n° 155, mayo 1964
- Jean-Louis Noames, « Nueva entrevista con Fritz Lang », Cuadernos del cine n° 156, junio 1964
- Serge Daney y Jean-Louis Noames, « Sirk a Munich », Cuadernos del cine n° 156, junio 1964
- Jean-Louis Noames, « Crema de marrons », Cuadernos del cine n° 157, julio 1964
- James R. Silke, Serge Daney y Jean-Louis Noames, « Entrevista con Howard Hawks », Cuadernos del cine n° 160, noviembre 1964
- Jean-Louis Noames, « Carta de las U.S.TIENE. », Cuadernos del cine n° 160, noviembre 1964
- Serge Daney y Jean-Louis Noames, « Encuentro entre el orden y el desorden », Cuadernos del cine n° 160, noviembre 1964
- Jean-Louis Noames, « El discurso del método », Cuadernos del cine n° 161-162, enero 1965
- Serge Daney y Jean-Louis Noames, « Leo y los azares », Cuadernos del cine n° 163, febrero 1965
- Jean-Louis Noames, « El arte y la manera de Leo McCarey », Cuadernos del cine n° 163, febrero 1965
- Jean-Louis Noames, « La pantera negra », Cuadernos del cine n° 168, julio 1965
- Jean-Louis Noames, « 7 vez Lewis », Cuadernos del cine n° 172, noviembre 1965
- Jean-Louis Noames, Serge Daney, Michel Caen y Stacy Waddy, « La segunda suerte », Cuadernos del cine n° 166-167, mayo junio 1965
- Serge Daney y Jean-Louis Noames « Un humor serio », Cuadernos del cine n° 166-167, mayo junio 1965
- Serge Daney y Jean-Louis Noames, « Encuentros con un solitario », Cuadernos del cine n° 168, julio 1965
- Jean-Louis Noames « Monk’s Dream », Jazz Revista, n° 306, noviembre 1982, 1.ª  en 1965
- Jean-Louis Noames, « Lecciones de un combate », Cuadernos del cine n° 177, abril 1966
- Serge Daney y Jean-Louis Noames, « Proyectos #Político », Cuadernos del cine n° 181, agosto 1966
- Serge Daney y Jean-Louis Noames, « Entrevista con Douglas Sirk », Cuadernos del cine n° 189, abril 1967
- « Doce Ford », Tráfico n°56, diciembre 2005

### Sobre Louis Skorecki
- Burdeau, Emmanuel (hiver de 2003). «Louis et nous - Skorecki coupé en six». Vacarme (22).